# Ekkehart Rautenstrauch
Pour les articles homonymes, voir Rautenstrauch.
Ekkehart Rautenstrauch (né le 5 janvier 1941 à Zwickau et mort le 3 janvier 2012 à Nantes) est un artiste germano-français qui vécut à Nantes de 1969 jusqu'à sa mort.

## Biographie
Ekkehart Rautenstrauch est né le 5 janvier 1941, à Zwickau (Saxe). Il est le second fils d'une fratrie de trois garçons. Wolfgang, son père, fils unique d’un enseignant originaire de Borna, était gynécologue. En 1945, face à l’avancée de l’armée soviétique, la famille prend la décision de se réfugier à l’ouest de l’Allemagne. Ils vivront dans de petites communes souabes jusqu'en 1948 en attendant le retour de captivité du père de famille. Ils s'installent à Sulz am Neckar et à partir de 1954, ils se fixent durablement à Albstadt-Ebingen. De cette époque, Ekkehart Rautenstrauch garde un cercle d’amis fidèles qui le soutiendront tout au long de sa vie.
Les dons d’"Ekke" se manifestent très tôt. Ses prédispositions artistiques, font de lui jusqu’à un âge avancé un excellent pianiste. En effet, la musique et le piano l’emportent dans un premier temps, puis la peinture deviendra petit à petit sa principale passion. Il fera sa première exposition à l’âge de 17 ans.
La jeunesse d'Ekkehart Rautenstrauch se déroule dans le Bade-Wurtemberg. Après avoir obtenu son baccalauréat, il étudie la peinture à l' Académie des Beaux-Arts de Stuttgart de 1962 à 1967. Il part ensuite à Paris où il s’installe dans un petit atelier. En 1969, à la suite de son premier mariage, il se fixe à Aigrefeuille-sur-Maine. Dès 1972, il est nommé professeur à l’école nationale supérieure des Beaux-Arts de Nantes et à compter de 1978, il enseigne aussi à l'École nationale supérieure d'architecture de Nantes, il y opte pour une titularisation en 1982. au cours de toute cette période nantaise, il peut compter sur le soutien et l'appui de certains conservateurs, galeristes, collectionneurs qui se sont ajoutés au fil des ans à son impressionnant groupe d'amis. Il met fin à sa carrière de professeur en juin 2007 mais poursuit jusqu'à la fin, avec autant de curiosité que de passion, son oeuvre d'artiste.
Marié, en premières noces, avec Ségolène Pirlot de Corbion dont il a trois enfants, Alban (1970), Sylvain (1972) et Blanche (1980). Il épouse ensuite Yolanda Balen-Hernandez puis s'unit à Muriel Lucas.
Ekkehart Rautenstrauch meurt le 3 janvier 2012 à Nantes.

## Parcours artistique
En 1962 Ekkehart Rautenstrauch entreprend des études à l'École des Beaux-Arts de Stuttgart. Il a pour professeurs Heinrich Wildemann et Hannes Neuner. Mais ce sont surtout les artistes du Bauhaus, László Moholy-Nagy et Kurt Schwitters qui exercent l’influence la plus déterminante sur lui. Sans oublier celle de Willi Baumeister, qui avait été, des années auparavant, l’une des figures majeures des Beaux-arts de Stuttgart. Il fera, en 1965/1966, plusieurs voyages d’étude en Italie, en Provence et à Saint-Pertersbourg en compagnie d’amis peintres. Il décide ensuite de tenter sa chance à Paris en tant qu'artiste indépendant. Il y fréquente l'atelier du photographe Albert Rudomine et commence à expérimenter différents types de développements aux produits chimiques et, également, à la lumière naturelle. Il délaisse bientôt les outils traditionnels de la peinture pour se consacrer à des installations, qu'il photographie.
En 1969-1970, il quitte Paris pour Aigrefeuille-sur-Maine près de Nantes et travaille en plein air, "recréant" la nature, par ses interventions. Des notations musicales sur papier photo ainsi que des 'dessins-lumière' comportant des signes graphiques s'apparentant à des partitions sonores, voient alors le jour. On le classe volontiers dans le mouvement Land-Art mais son objectif est principalement de pérenniser ses installations par la photographie. Des séquences avec des voisins agriculteurs en plein travail sont le sujet de photos, d'esquisses et de dessins réalisés dans l'atelier sur du papier photo, du papier d’aluminium et des supports plastifiés. Des cordages, des ficelles, des déchirures de voiles ou encore des fils, rubans et morceaux de bois de couleur, intégrés à l’œuvre ou placés devant elle, contribuent à créer un effet d’espace. De nombreux motifs datant de cette époque seront repris en tant qu’éléments de collages ou serviront de modèles à des travaux ultérieurs.
À partir de 1972, Ekkehart Rautenstrauch est chargé de cours à l’École des Beaux-Arts de Nantes. Quelques années plus tard, il découvre la  stéréoscopie. Fasciné par cette technique, il cherche à l’intégrer à ses travaux. L’effet d’espace, de profondeur créé par cette technique tridimensionnelle ainsi que par l’holographie le fascine et demeurera essentiel pour lui. Il suffit de se reporter à des catalogues tels que Raumbilder (1985), Relief-Art (1994), Kl@nghaus (1990) ou encore ZeichenRaumklang (2011) afin de s’en convaincre. Pour nombre de ses travaux, il va jusqu’à élaborer des "observateurs stéréoscopiques", sculptures à taille humaine qui sont placées devant l’œuvre plane. Grâce à des prismes de verre insérés à hauteur des yeux, l’objet d’art apparaît en trois dimensions, ce qui permet à l’observateur de vivre une sensation visuelle éphémère qui s'apparente à celle de l'auditeur écoutant une partition musicale révélée lorsqu'elle est jouée. C'est ce précieux moment de transformation du réel qui est l'objet de toute la recherche de Rautenstrauch.
Dans les années 2000, le numérique (conception et traitement d’images, séquences vidéo) prend place dans son travail. La palette graphique lui offre de nouvelles possibilités qu'il explore avec curiosité. Ses images numériques intègrent des éléments de l'espace urbain, dans lequel il vit alors, que sont les graffs et, parfois, les tags. Il les envisage comme des "fleurs" urbaines et les traite comme telles sur de grands formats développés sur Dibond-technique. Intervenant depuis longtemps dans l'espace public par des statues, des totems, des fontaines, il conçoit la porte d'entrée de la faculté des Lettres de Nantes, une recherche sur de nombreux alphabets antiques et contemporains, participe à la construction d'une salle de spectacle à Orvault , l'Odyssée, dans l'agglomération nantaise, en signant la "voile d'Ulysse", vitrail sur structure métallique, incorporant des verres colorés et des espaces vides. Il est sollicité par un groupe d'amis d'origine espagnole pour édifier, au cimetière de La Chapelle-Basse-Mer, un monument à la mémoire de réfugiés de la guerre civile, résistants, passés par les armes, à Nantes, pendant l'Occupation. Il insiste pour que la formulation de l'inscription soit " fusillés par les Nazis" et non par les Allemands. Précision d'importance, à ses yeux, qui indique la souffrance de sa génération à propos du passé. D'autre part, il crée des folioscopes, petits livres qui s'ouvrent sur un dispositif stéréo permettant d'accéder à la profondeur et les installe à côté de leur image plane, il travaille alors avec la poétesse franco-coréenne et germanophone Kza Han. Enfin, à l'approche consciente de l'inéluctable, renouant plus étroitement avec la musique de Bach, qui avait fait l'objet de ses premiers dessins d'adolescent, et avec le geste du peintre, il réalise un cycle de 32 panneaux des Variations Goldberg sur papier d'Arche aux encres et à la graphite. Ils constituent  sa dernière exposition au musée d'Albstadt de novembre 2011 à février 2012.
Espace, son, couleur, tels sont les ressorts principaux de l’œuvre d'Ekkehart Rautenstrauch. Son aspiration artistique fondamentale était de créer des espaces virtuels combinant ces trois données. Source d’inspiration, la musique a joué un rôle déterminant dans nombre de ses œuvres et de ses installations. Ainsi l’attestent, en 1975, la grande installation Fotoband une partition visuelle d'une longueur de 76,80 m traduite en musique électroacoustique par Jean Schwarz, exposée puis acquise par le Musée des Beaux-Arts de Nantes ou, plus tard le Voyage d'hiver inspiré par la musique de Franz Schubert, puis la composition visuelle et sonore qui aboutit au film d’animation Brachland, et, enfin, les Variations Goldberg de Jean-Sébastien Bach, dans leur interprétation par Zhu Xiao-Mei. L’œuvre d'Ekkehart Rautenstrauch fait véritablement écho, par l'intermédiaire d’extraits de partitions, à celles de compositeurs comme Karlheinz Stockhausen ou, dans le jazz ,Thélonious Monk et Stan Getz. Ainsi certaines de ses images constituent-elles d’authentiques compositions sonores au sein d’une œuvre plastique qu’elles enrichissent d’autant.

## Expositions (sélection)
- 1972 : Nantes, galerie Argos, Interpénétrations
- 1973 : Aix-la-Chapelle, Neue Galerie, Teile zu einem Teil
- 1975 : Rennes, Maison de la Culture, Le temps d'une journée
- 1976 : Nantes, musée des Beaux-Arts, Fotoband (œuvre acquise par le musée)
- 1976 : Nantes, Galerie Convergence
- 1976 : Stuttgart, Württembergischer Kunstverein, Decker, Rautenstrauch, Tripp
- 1977 : Les Sables-d'Olonne, musée des Beaux-Arts
- 1979 : Nantes, Galerie Convergence, Partition visuelle
- 1983 : Nantes, la Manufacture, Double Vision
- 1985 : Nantes, Raumbilder, Mémoire 1-X
- 1985 : Munich, Holographie Galerie, Anaglyphen, Integraphien,Stereoskopische Objekte
- 1986: Paris, Galerie Convergence, Images spatiales
- 1987: Nantes, Galerie Convergence
- 1988 : Ostfildern, Für drei Augen
- 1990 : Nantes, Galerie Convergence, Perspectives insolites
- 1990 : Berlin, Birdo-Academie, Binoculare Installationen
- 1993 : Rezé, Espace Diderot, Battement de cils
- 1993 : Berlin, Künstler für Europa
- 1997: Nantes, Galerie Convergence
- 2001: Nantes, Maison de l'Avocat, Figures sonores pour une maison de bord de mer
- 2005 : Nantes, le Temple du Goût, (avec Jean-Luc Giraud), Les jours et les jours
- 2006 : La Chapelle-Basse-Mer, memorial pour le carré des fusillées espagnols
- 2006 : Orvault, l'Odyssée, les modulations de la lyre
- 2007 : Nantes BPA, Iris Portland, 3D-Gallery, Urbain Spaces
- 2007 : Urbach, Museum am Widumhof, Brachland
- 2008 : Nantes, galerie Confluence ,Art Factory
- 2008 : Nantes, galerie le Rayon Vert (avec Jean-Luc Giraud )Pixel / Brush
- 2011 : Ebingen, Galerie Albstadt, ZeichenRaumKlang
- 2012 : Nantes, galerie Loire (Ecole d'Architecture ENSAN), début d'interventaire[11]
- 2014 : Rezé, café des négociants, Archis et Cie
- 2015 : Nantes, église Notre Dame des Lumières, Variations Goldberg
- 2017 : Zwickau, Galerie am Dom, Hommage à Ekkehart Rautenstrauch
- 2017 : Nantes, Maison de l'Avocat, Lumières!
- 2019 : Nantes, Maison de l'Avocat